# Cimetière militaire britannique de Tyne Cot
Pour un article plus général, voir Sites funéraires et mémoriels de la Première Guerre mondiale (Front Ouest).
Le cimetière militaire britannique de Tyne Cot, situé près de Passendale (actuellement section de la commune de Zonnebeke en Belgique), est le plus grand cimetière militaire du Commonwealth au monde.

## Historique
Tyne Cot était pendant la Première Guerre mondiale, une position fortifiée de l'armée allemande. Tyne Cot ou Tyne Cottage était le nom donné par les Northumberland Fusiliers à une grange située près d'un passage à niveau, sur la route reliant Passchendaele à Broodseinde. La position fut prise par la 3e Division australienne, le 4 octobre 1917, lors de la Bataille de Passchendaele. Le village de Passchendaele fut repris par les Allemands le 13 avril 1918 et reconquis, le 28 septembre 1918, par l'armée belge.

## Caractéristiques
Le cimetière a été dessiné par Sir Herbert Baker. 11 952 soldats y sont enterrés. C'est le plus grand nombre de sépultures dans un cimetière du Commonwealth situé sur le continent. 
Le mémorial de Tyne Cot a lui été conçu par Sir Herbert Baker et sculpté par Ferdinand Victor Blundstone. Cet hémicycle de silex est haut de 4,25 m sur plus de 150 m de long. Il rend hommage aux 35 000 soldats disparus dans le saillant d'Ypres après le 15 août 1917 et qui ne possèdent pas de tombe connue.
Une inscription y est gravée dont la traduction est: "1914 - À LA PLUS GRANDE GLOIRE DE DIEU ICI SONT INSCRITS LES NOMS DES OFFICIERS ET DES SOLDATS QUI SONT TOMBÉS DANS LE SAILLANT D'YPRES, MAIS QUE LES HASARDS DE LA GUERRE ONT EMPÊCHÉS D'AVOIR UNE IDENTITÉ ET UNE SÉPULTURE HONORABLE COMME LEURS CAMARADES DANS LA MORT. - 1918".

## Morts célèbres
- William Hope Hodgson